# Leanira narragansettensis
Leanira narragansettensis är en ringmaskart som beskrevs av Ernst Ferdinand Nolte 1936. Leanira narragansettensis ingår i släktet Leanira och familjen Sigalionidae. Inga underarter finns listade i Catalogue of Life.